# Philodromus pardalis
Philodromus pardalis är en spindelart som beskrevs av Muster och Robert Bosmans 2007. Philodromus pardalis ingår i släktet Philodromus och familjen snabblöparspindlar. Inga underarter finns listade i Catalogue of Life.